# Jongnjongnung
A Jongnjongnung (Yeongnyeongneung) (hangul: 영녕릉, handzsa: 英寧陵) Kjonggi (Gyeonggi) tartomány Jodzsu (Yeoju) városában található Csoszon (Joseon)-kori koreai királysírcsoport, melybe Szedzsong (Sejong) királyt és Hjodzsong (Hyojong) királyt temették.

## Története
| Sír neve                          | Elhunytak neve                                            | Év   |
| --------------------------------- | --------------------------------------------------------- | ---- |
| Jongnung (영릉, 英陵, Yeongneung) | Szedzsong (Sejong) király Szohon ( 소헌, Soheon) királyné | 1469 |
| Jongnung (영릉, 寧陵, Yeongneung) | Hjodzsong (Hyojong) király Inszon (인선, Inseon) királyné | 1673 |

### Jongnung(영릉, 英陵,Yeongneung)
A sírt 1446-ban építették, amikor Szohon (Soheon) királyné meghalt. Eredetileg a Hollung (Heolleung) sírtól nyugatra, a mai Szöul területén építették fel. A sír keleti részében temették el a királynét, a nyugati része volt fenntartva Szedzsong (Sejong) számára. A sírt 1469-ben helyezték át Jodzsu (Yeoju)ba.
A sírban külön kamrákban helyezték el a királyi párt, ez a korábbi sírelrendezéshez képest újdonságnak számított. Ez volt az első királyi sír, melyet az újonnan létrehozott Kukcso orjei (Gugjo oryeui) (국조오례의, 國朝五禮儀, „Az öt nemzeti rítus”) című dokumentum szabályai alapján építettek. A geomancia elvei alapján a sírt néhy hegy veszi körbe, a támasztófalat felhők és a 12 kínai állatövi jegy alakjai díszítik. Minden állatszoborból két pár található a sírnál, és két kőtábla a sír előtt, jelezvén, hogy nem egy, hanem két lélek lakozik a sírhalomban. A kőhivatalnokok mindegyikéhez tartozik egy lószobor is.

### Jongnung(영릉, 寧陵,Yeongneung)
Eredetileg a Konvollung (Geonwolleung) sírtól nyugatra helyezkedett el, 1673-ban azonban átköltöztették. A királyné sírja a királyé alatt helyezkedik el. A síroknak nincs támfaluk (pjongphungszok (byeongpungseok), 병풍석), hanem helyette 12 oszlopos balusztrádot emeltek köréjük.